# Impensa gibbosa
Impensa gibbosa is een keversoort uit de familie bladkevers (Chrysomelidae). De wetenschappelijke naam van de soort werd in 1883 gepubliceerd door Martin Jacoby.